# Belny
Belny (prononciation : [ˈbɛlnɨ]) est un village polonais de la gmina de Sompolno dans le powiat de Konin de la voïvodie de Grande-Pologne dans le centre-ouest de la Pologne.
Il se situe à environ 6 kilomètres à l'est de Sompolno (siège de la gmina), à 31 kilomètres au nord-est de Konin (siège du powiat) et à 114 kilomètres à l'est de Poznań (capitale régionale).
Le village possédait une population de 231 habitants en 2009.

## Histoire
De 1975 à 1998, le village faisait partie du territoire de la voïvodie de Konin.

Depuis 1999, Belny est situé dans la voïvodie de Grande-Pologne.